# 小鬼头上的女人
《小鬼头上的女人》（英語：Above the Ghosts' Heads: The Women of Masanjia Labor Camp）是一部揭秘中国辽宁马三家女子劳教所的内幕的纪录片。制片人为杜斌，影片内容由十二个曾在马三家女子劳教所遭受酷刑的女士亲身讲述自己的恐怖经历。根据她们供述，马三家女子劳教所使用的酷刑包括强迫体力劳动、电击乳房和生殖器官、关小号、悬空挂、坐老虎凳、十字吊、绑死人床、牙刷插阴道等。她们称从马三家女子劳教所出来，犹如从地狱出来，只剩下满身的伤痛和泪水。

## 梗概
2013年4月27日，中国独立制片人杜斌在香港尖沙咀发布长达100分钟的《小鬼头上的女人》纪录片，纪录马三家女子劳教所的12位前劳教人员讲述了她们所经历的酷刑，这些人中包括将证据藏在私处带出来的村妇王桂兰、每天被殴打的上访者梅秋玉、被绑死人床的盖凤珍等人。杜斌透露，他还有更多材料将会陆续播出。刘华给杜斌讲述说，马三家劳教所那块地方原来就是一片坟地，坟地铲平后建起了女子劳教所，是一块白捡来的土地。警察告诉这些被劳教的女人：「（劳教所）下面是小鬼住的地方，上面是你们这些劳教女人住的地方」。这些劳教的女人说：「下面小鬼住的地方是我们的阳间，我们住的是地下小鬼的阴间！我们就是住在小鬼头上的女人，阴间和阳间混合住在一起。」
电影首览会结束后，杜斌分享了自己拍摄过程的点滴，又跟观赏者一同讨论电影内容和剪接。杜斌透露，他还有更多材料将会陆续播出。杜斌称：“这个片子有太多的东西都还没有展示，要一点点来，因为这片子不能一次看完，因为看完了，我担心观众受不了。只有把这个事情说出来了，才能让那些在劳教所里面的警察们、执法者们，心存忌讳，忌讳就是说你做的暴行，终究会有一天会大白于天下。这个时候，他们要考虑考虑。”
杜斌表示，这个片子将会在网络上正式发布，目的是让更多人了解中国劳教制度的残暴性。

## 涉及中共迫害信仰
據香港《開放》雜誌、《大紀元時報》的報導，2013年四月初，记者袁凌在中国大陆媒体《LENS视觉》杂志上发表的《走出马三家》一文中所揭露的酷刑黑幕引起了国际社会的广泛关注，但这篇文章对遭受酷刑的主体--法轮功学员的遭遇有所淡化。而《小鬼頭上的女人》没有迴避这方面的内容。节目中受访的马三家受害者证实，在被马三家劳教所关押的人员中，一半以上是法轮功学员。他们因为信仰法轮功，遭到了不公正的待遇。

## 紀錄片導演
紀錄片導演、製作人杜斌是山东郯城县人，知名中國攝影記者、紀錄片製片人、作家，曾是《中国社会导刊》、《纽约时报》等媒体的摄影记者，目前是自由摄影师，签约《纽约时报》。新聞照片發佈在美國《紐約時報》、《國際先驅論壇報》、《時代》雜誌、英國《衛報》、德國《明星》畫報等媒體。民權活動家趙岩指出，杜是近20年來在《紐約時報》發表新聞作品最多的華人記者，在約15年的新聞生涯，拍攝大量中國社會各個階層的當代的新聞事件，長期跟蹤拍攝上訪者的生存與抗爭，也積累大量關注中國弱勢群體的新聞作品。2011年以來，中國外交部就一直拒絕簽發杜斌為《紐約時報》工作的許可證，但杜斌仍和紐時保持密切良好的關係。

### 2013年六四前夕遭祕捕
北京市公安局國內安全保衛總隊便衣人員2013年5月31日秘密抓捕杜斌。據BBC、華盛頓郵報、紐約時報報導，杜斌被當局抓捕的原因，被認為最主要是他製作這部紀錄片，以及出版一本六四書籍，這兩項出版物觸碰了中共兩大禁區：「法輪功」、「六四」。當中宣部嚴令封殺馬三家勞教所酷刑報導時，杜斌拍攝的紀錄片《小鬼頭上的女人》5月1日在香港首映，揭露了遼寧省瀋陽市馬三家女子勞教所對法輪功學員、上訪民眾的酷刑及奴工黑幕，受到中國大陸和國際社會的關注，強化了中國民眾要求終止勞教制度的聲浪。
2013年5月13日BBC專訪中，杜斌好友、北京維權人士胡佳指出，馬三家女子勞教所酷刑紀錄片共有「三部曲」，第一部《小鬼頭上的女人》已發佈，續集二、三部仍在趕製中，並計劃參加國際影展。杜斌因此長期勞累過度，身體非常不好，被逮捕前嘔吐了兩天。杜遭被捕的那一夜，杜斌也正在拼命趕製，預計6月1日將到紐約時報北京分社翻譯受害者素材，希望參加國際影展、並計劃發給紐約時報總部，讓更多人關注勞教所對法輪功、上訪者的酷刑。中共國保人員把杜的電腦、資料、硬碟及存儲卡、影像，包括馬三家酷刑受害人採訪素材及大量六四事件資料全部被抄走沒收，胡佳質疑中共當局是要阻擋杜斌繼續製作馬三家酷刑紀錄片。。北京國保還警告他的妹妹杜繼榮「不要再與胡佳及馬三家女子勞教所人員接觸。」